# Chinderah
Chinderah är en del av en befolkad plats i Australien. Den ligger i delstaten New South Wales, i den sydöstra delen av landet, omkring 660 kilometer norr om delstatshuvudstaden Sydney. Antalet invånare är 1 340.
Trakten är tätbefolkad. Närmaste större samhälle är Banora Point, nära Chinderah. 
Genomsnittlig årsnederbörd är 1 876 millimeter. Den regnigaste månaden är januari, med i genomsnitt 327 mm nederbörd, och den torraste är oktober, med 40 mm nederbörd.